# Acetil solfisossazolo
L'acetil solfisossazolo è un composto chimico di formula {\displaystyle {\ce {C13H15N3O4S}}} che in condizioni normali si presenta come un solido cristallino bianco dall'odore caratteristico.

## Struttura e caratteristiche fisiche
Il composto, estere del sulfisossazolo, rientra nella categoria delle solfonammidi del benzene. Il composto presenta le seguenti caratteristiche:
- un donatore di legami a idrogeno
- 6 accettori di legami a idrogeno
- 3 legami ruotabili
- massa monoisotopica = 309,07832714 g/mol
- superficie polare = 115 Å²
- 21 atomi pesanti
- sezione trasversale d'urto = 161,2 Å² [M+H]+
- pressione di vapore = 0,0 ± 1,4 mmHg a 25 °C
- tensione di vapore = 62,9 ± 3,0 dyne/cm
- polarizzabilità = 30,4 ± 0,5 10-24 cm3

## Reattività e caratteristiche chimiche
Il composto risulta solubile in alcol, cloroformio ed etere, mentre è praticamente insolubile in acqua.

### Saggi di purezza
1. La perdita in peso per riscaldamento a 105 °C per 3 ore non deve superare lo 0,5%[3]
2. Non deve lasciare più dello 0,1% di ceneri
3. Il limite dei metalli pesanti è 20 ppm

### Determinazione quantitativa
1. Pesare 1 g di sostanza e porla in un becher da 250 cc.
2. Aggiungere 25 cc di HCl e 80 cc d’acqua
3. Lasciar raffreddare
4. Titolare immediatamente la soluzione con nitrito di sodio M/10 determinando il punto finale potenziometricamente usando elettrodi di calomelamo e platino

Ogni cc di nitrito di sodio corrisponde a 30,94 mg di acetil solfisossazolo.

### Spettri
Sono disponibili diversi spettro analitici del composto:
- spettro 1H NMR: picco a 7,557 ppm
- spettro GC-MS: tre picchi a 156, 108 e 92 m/z

## Farmacologia e tossicologia

### Farmacocinetica
L'N1-acetil sulfisossazolo è metabolizzato a sulfisossazolo dagli enzimi digestivi nel tratto gastro-intestinale e quindi assorbito. Uno studio ha dimostrato che la dose biodisponibile dopo assunzione per via orale è pari a 0.95 +/- 0.04. Il sulfisossazolo viene dunque ampiamente distribuito nei vari tessuti per via extracellulare, è in grado di superare la barriera placentale penetrando nella circolazione fetale, ovvero di superare la barriera emato-encefalica.
L'emivita del composto nel siero è pari a 10 -12 ore.
Viene eliminato principalmente per via renale mediante filtrazione glomerulare per essere escreto attraverso le urine (97%) entro le 48 ore dalla somministrazione. Il 52% risulta essere costituito dalla sostanza nella forma iniziale e il resto dal metabolita N4-acetilato. La clearance è pari a 18.7 +/- 3.9 ml/min per il composto nella sua totalità e 232 +/- 64 ml/min per il composto libero.
È stato inoltre ritrovato nel latte umano.

### Farmacodinamica
Si tratta di una solfonammide ad ampio spettro con effetto antibatterico. È un analogo sintetico dell'acido 4-amminobenzoico (PABA) Il composto compete con il PABA per la diidropteorato sintetasi prevenendo l'incorporazione dello stesso nell'acido diidrofolico, precursore dell'acido folico, con conseguente inibizione della sintesi dell'acido folico ovvero della sintesi di purine e pirimidine con blocco della crescita cellulare e apoptosi. Nell'uomo il composto può inibire il citocromo P450 2C9.

### Effetti del composto ed usi clinici
Il composto viene utilizzato per il trattamento di:
- infezioni acute, ricorrenti o croniche del tratto urinario da microrganismi suscettibili in assenza di uropatie ostruttiveo corpi estranei: principalmente pielonefrite, pielite e cistite da Escherichia coli, Klebsiella, Staphylococcus, Proteus mirabilis e, meno frequentemente, Proteus vulgaris
- meningite meningococcica quando causata da batteri sensibili al composto
- meningite da Haemophilus influenzae come terapia adiuvante con somministrazione parenterale di streptomicina
- otite acuta dell'orecchio medio dovuta a Haemophilus influenzae associata a dosi adeguate di penicillina o eritromicina
- tracoma, congiuntivite, nocardiosi, cancroide e toxoplasmosi come terapia adiuvante con pirimetamina
- malaria da Plasmodium falciparum resistente alla clorochina come terapia adiuvante

### Controindicazioni ed effetti collaterali
Le reazioni allergiche al composto sono rare ma severe e possono includere la sindrome di Stevens-Johnson e la necrolisi epidermica tossica. La cristalluria può risultare in disuria, anemia aplastica, popora trombotica trombocitopenica ed epatite tossica. In individui affetti da deficit della glucosio 6-fosfato deidrogenasi, può presentarsi emolisi.
Gli eventi avversi severi o irreversibili possono includere:
- nefrotossicità
- discrasia
- nefropatia tubulointerstiziale
- ematuria
- cristalluria
- oliguria
- anuria
- dolore lombare
- necrosi tubulare

### Interazioni
| Alcol benzilico | Acido salicilico | Acetoesamide        | Amitriptilina         | Butacaina                 | Cannabinolo    | Clorpropamide  | Azelastina         | Seratrodast                 | Clozapina                                      | Diazepam        | Difenidramina   | Donepezil              |
| Cumarina        | Bupropione       | Alosetron           | Fenazone              | p-aminobenzoato di butile | Carvedilolo    | Ciglitazone    | Benfluorex         | Buformin                    | Ciclofosfamide                                 | Cincocaina      | Disopiramide    | Doxazosina             |
| Fenolo          | Fenitoia         | Ambroxolo           | Acido acetilslicilico | Candesartan               | Celecoxib      | Cinnarizina    | Benzocaina         | Bupivacaina                 | Dapsone                                        | Diclofenac      | Acido valproico | Diclonina              |
| Etodolac        | Flunitrazepam    | Fluoxetina          | Flurbiprofene         | Formoterolo               | Gliclazide     | Glimepiride    | Glipizide          | Glibenclamide               | Aloperidolo                                    | Alotano         | Esametonio      | Esobarbital            |
| Ibuprofene      | Lidocaina        | Ifosfamide          | Indometacina          | Irbesartan                | Ketamina       | Ketoprofene    | Ketorolac          | Lansoprazolo                | Leflunomide                                    | Losartan        | Mecamilamina    | Mefentoina             |
| Mepivacaina     | Metformina       | Metadone            | Metenamina            | Acido mefenamico          | Metossiflurano | Nabumetone     | Nevirapina         | Niclosamide                 | Ondansetron                                    | Oxetacaina      | Benoxinato      | Pentaidina             |
| Fenacetina      | Fenindione       | Fenobarbital        | Fenilbutazone         | Plioglitazone             | Pramocaina     | Prilocaina     | Primidone          | Procaina                    | Proguanil                                      | Promazina       | Proparacaina    | Propofol               |
| Rofecoxib       | Sildenafil       | Sulfadiazina        | Imatinib              | Oleum                     | Tetracaina     | Talidomide     | Tolazamide         | Tolbutamide                 | Trimetadione                                   | Trometoprim     | Trimipramina    | Troglitazone           |
| Zafirlukast     | Zaltoprofen      | Zolpidem            | Zopiclone             | 2,4-tiazolidinedione      | Estradiolo     | Pentolinium    | Mestranolo         | Cloroetano                  | Progesterone                                   | Difenadione     | Propossicaina   | Testosterone enantiato |
| Carbutamide     | Etinilestradiolo | Linestrenolo        | Benzilpenicillina     | Sulfametossazolo          | Testosterone   | Fenformina     | Glimidina          | Ketobemidone                | Cloroprocaina                                  | Metabutetamina  | Parametadione   | Metaesamide            |
| Lattulosio      | Quinisocaina     | Estradiolo valerato | Aminofenazone         | Sulfisossazolo            | Dronabinol     | Butanilicaina  | Trimetafan         | Selegilina                  | Estetrolo                                      | Bromocriptina   | Articaina       | Glisossepide           |
| Azidotimidina   | Etiocaina        | Diltiazem           | Estradiolo cipionato  | Ciclopentamina            | Dexibuprofene  | Pirfenidone    | Desogestrel        | Torasemide                  | Idarubicina                                    | Triclabendazolo | Mifepristone    | Fosfenitoina           |
| Zileutone       | Clopidogrel      | Duloxetina          | Valsartan             | Capecitabina              | Colestipolo    | Cisatracurium  | Amprenavir         | Allicina                    | 5-Aminoimidazolo-4-carbossamide ribonucleotide | Repaglinide     | Sertralina      | Propacetamol           |
| Artemether      | Fluindione       | Clorindione         | Voriconazolo          | Eletriptan                | Rosiglitazone  | Bexarotene     | Nicotina           | Warfarin                    | Gliquidone                                     | Levobupivacaina | Bosentan        | Trabectedina           |
| Vardenafil      | Valdecoxib       | Parecoxib           | Mitiglinide           | Piperaquina               | Etoricoxib     | Metotrexato    | Rupatadina         | Licofelone                  | Atazanavir                                     | Lonafarnib      | Lumiracoxib     | Naprossene             |
| Ropivacaina     | Esketamina       | Etravirina          | Netoglitazone         | Estradiolo dienantato     | Ramelteon      | Sitaxentan     | Indisulam          | Lacosamide                  | Estradiolo benzoato                            | Bortezomib      | Miglitol        | Testosterone cipionato |
| Tolterodina     | Voglibose        | Acido arachidonico  | Doconexent            | Rosuvastatina             | Cocaina        | Cannabidiolo   | Buprenorfina       | Doxepina                    | Dexketoprofene                                 | Flunarizina     | Capsicina       | Fluvastatina           |
| Terbinafina     | Tamoxifen        | Vicriviroc          | Tiamilal              | Estrone solfato           | Quinina        | Ospemifene     | Rivoglitazone      | Arformoterolo               | Sevelamer                                      | Sitagliptin     | Montelukast     | Tranilast              |
| Pitavastatina   | Ciclosporina     | Idromorfone         | Nabilone              | Istradefillina            | Nateglinide    | Sunitinib      | Destrometorfano    | Netupitant                  | Norgestimato                                   | Treprostinil    | Englitazone     | Prasugrel              |
| Vildagliptin    | Ximelagatran     | Acarbosio           | Lobeglitazone         | Estradiolo acetato        | Brivaracetam   | Nabiximols     | Avatrombopag       | Avanafil                    | Remogliflozina etabonato                       | Dapagliflozin   | Balaglitazone   | Linagliptin            |
| Selumetinib     | Apixaban         | Ipragliflozin       | Saxagliptin           | Dutogliptin               | Carmegliptin   | Alogliptin     | Olodaterolo        | Dacomitinib                 | Gosogliptin                                    | Bisegliptin     | Empagliflozin   | Teneligliptin          |
| Gemigliptin     | AMG-222          | Luseogliflozin      | Glibornuride          | Enzalutamide              | Asunaprevir    | Tetrodotossina | Canagliflozin      | Sotagliflozin               | Evogliptin                                     | Cabozantinib    | Ruxolitinib     | Bexagliflozin          |
| Dabrafenib      | Fruquintinib     | Anagliptin          | Siponimod             | Etrasimod                 | Ertugliflozin  | Omarigliptin   | Nirogacestat       | Tofogliflozin               | Lesinurad                                      | Dicumarolo      | Piroxicam       | Acenocumarolo          |
| Meloxicam       | Tenoxicam        | Fenprocumonio       | Lornoxicam            | 4-idrossicumarina         | Tioclomarolo   | Taspoglutide   | Etil biscumacetato | Semaglutide                 | Erdafitinib                                    | Pramlintide     | Voxelotor       | Vortioxetina           |
| Enasidenib      | Mavacamten       | Avapritinib         | Lixisenatide          | Insulina                  | Colesevelam    | Exenatide      | Mecasermina        | Colestiramina               | NN344                                          | Liraglutide     | Albiglutide     | Dulaglutide            |
| Gomma di guar   | Cannabis         | Vaccino per il tifo | Vaccino BCG           | Magnesio                  | Abrocitinib    | Tirzepatide    | Microbiota fecale  | Peptide inibitorio gastrico |                                                |                 |                 |                        |